# Sociedade Caxiense de Mútuo Socorro

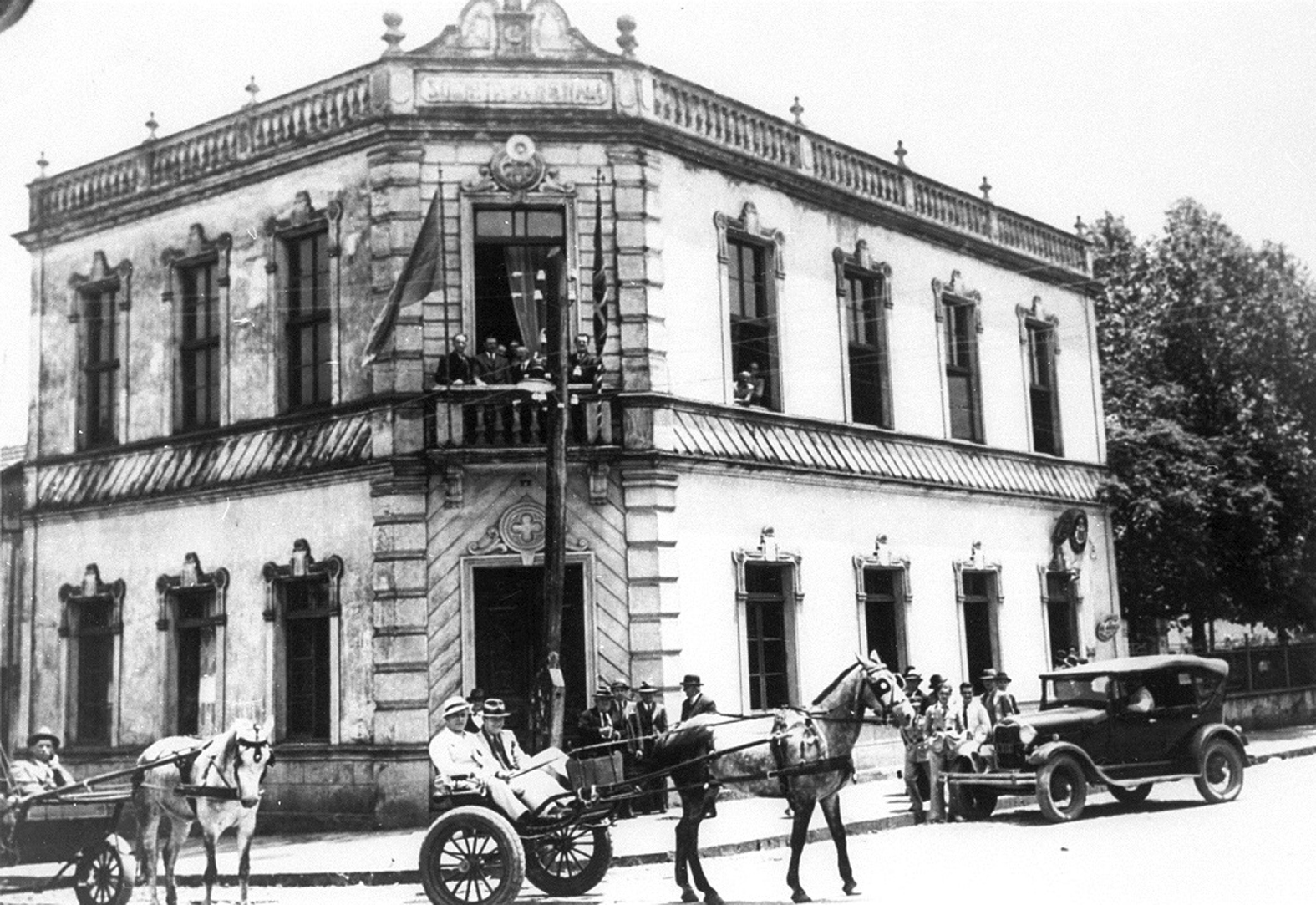
Sede da Sociedade em torno de 1920. A sede primitiva consistia apenas no andar térreo, e não ostentava decorações na fachada.

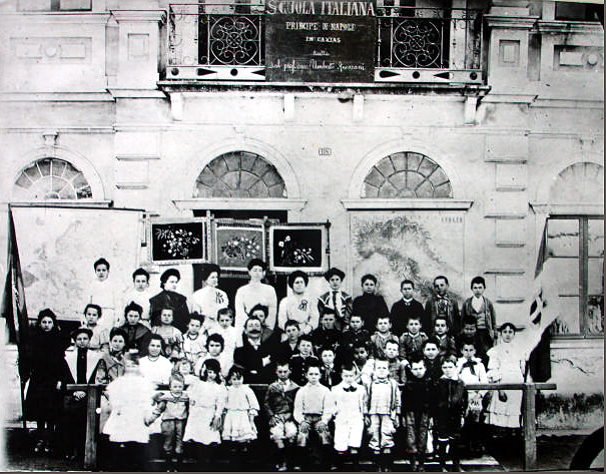
Uma das classes mantidas pela Sociedade no início do século XX.

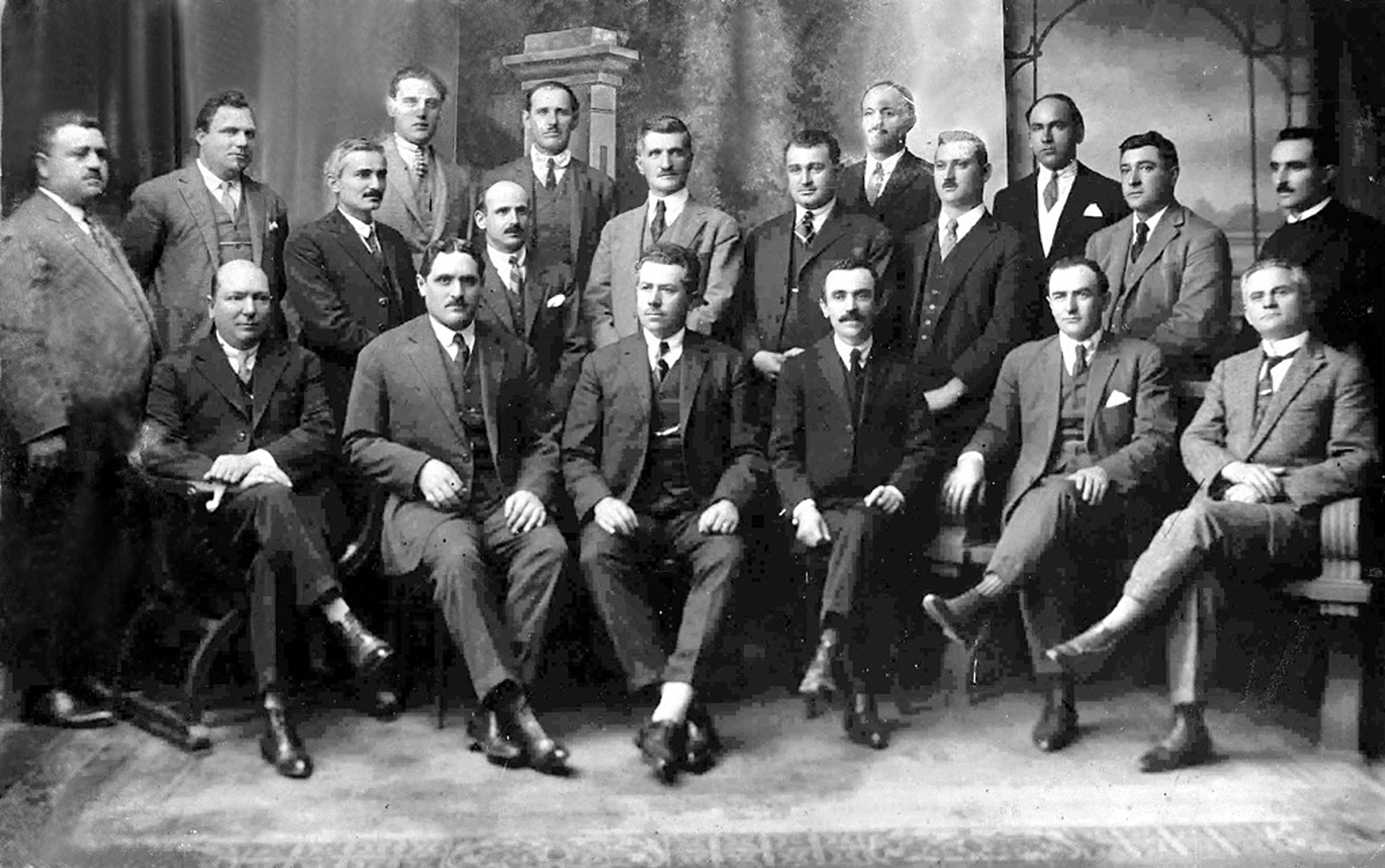
Diretoria da Sociedade em torno de 1920.

A Sociedade Caxiense de Mútuo Socorro é uma associação previdenciária de Caxias do Sul, no Brasil, de relevante trajetória na história social e cultural da cidade.
Foi fundada em 1º de janeiro de 1887 por iniciativa de Giuseppe Chiaradia, Vittorio Sani e Francesco Chiaradia, agregando inicialmente um grupo de cerca de 70 povoadores italianos da antiga Colônia Caxias. Daniele Benetti foi seu primeiro presidente. Ver nota:  Sua primeira denominação foi Società Operaia di Mutuo Soccorso Principe di Napoli (Sociedade Operária de Mútuo Socorro Príncipe de Nápoles), vindo a se tornar mais conhecida como Sociedade Príncipe de Nápoles. Tinha como objetivos iniciais cultivar a cultura italiana e preservar a ligação com a Itália, estreitar os laços comunitários, fomentar o patriotismo e zelar pelo bem-estar de seus associados em termos materiais e morais.
Foi uma das primeiras entidades de previdência privada a surgir no estado do Rio Grande do Sul. No contexto dos primeiros tempos da imigração e colonização da região, quando tudo ainda era difícil, sociedades semelhantes surgiram em várias cidades. Na maioria das vezes recebiam o nome de algum herói que havia participado da Unificação da Itália ou membros da família real, promovendo festividades e comemorações em datas nacionais, e cultuando a memória desses heróis e personagens régios. Com efeito, a prática se repetiu em Caxias, e seu nome homenageava Vítor Emanuel, então príncipe de Nápoles, futuro rei da Itália. A data de seu nascimento, 11 de novembro, acabou se consagrando como a data oficial da fundação da Sociedade.
En 1897 foi lançada a pedra fundamental da sua sede própria. A Sociedade desenvolvia atividades culturais, sociais e recreativas, incentivava o esporte, a música e o teatro e mantinha uma escola pública. Em sua sede funcionou o primeiro cinema da cidade, o Cinema Juvenil, fundado por Hermenegildo Buratto, João Finco e Pedro Fonini. Em 1904 a escola foi ampliada e seu currículo aperfeiçoado, passando a oferecer níveis básicos e avançados de língua italiana, francesa e portuguesa, história italiana e brasileira, geografia, matemática, geometria, desenho, caligrafia, canto, ginástica e exercícios militares. Inicialmente os cursos eram destinados apenas a meninos, mas pouco depois as meninas foram admitidas. Filhos de membros da Sociedade pagavam taxas mais baixas e havia também cursos noturnos para adultos, com as disciplinas de língua italiana, gramática, aritmética, caligrafia e desenho, que foram encampados pela Intendência pela sua relevância social. Além disso, eram oferecidas aulas gratuitas aos sábados e domingos para pessoas carentes que desejassem alfabetização básica. A assistência social era um dos objetivos desde o início, oferecendo ajuda financeira aos associados e a colonos recém-chegados, e depois foi instituído um sistema de pensões e aposentadoria, bem como um pecúlio pago pelos sócios, que podia ser resgatados em caso de óbito, para mantimento das viúvas e órfãos, ou em caso de outras necessidades.
A Sociedade tornou-se um ativo centro de cultura e educação, desempenhando um papel importante em um período de estruturação da sociedade local, tanto que no início do século XX já era considerada a entidade mais influente da vila depois da Intendência, do Conselho Municipal e da Associação dos Comerciantes. As festividades de aniversário da Sociedade eram muito concorridas e contavam com a participação das principais autoridades,e sua diretoria invariavelmente era composta por figuras reputadas na comunidade, incluindo conselheiros municipais como Mário Pezzi, Alfredo Germani, Mário Romano Lunardi e José d'Arrigo, o vice-prefeito Angelo Ricardo Costamilan e os prefeitos Miguel Muratore e Celeste Gobbato, todos eles presidentes da entidade. Assim, não admira que os laços com a política tenham se estreitado nas primeiras décadas do século XX. Esta fase da cultura caxiense — e regional — se caracterizou pela forte penetração da influência fascista, que teve um peso considerável na sedimentação de um senso de identidade para os locais que vinha sendo construído desde fins do século XIX, fundando esta identidade sobre uma etnia e uma religião comuns e sobre a ética do trabalho. Na sua sede ocorreram reuniões do diretório do Fascio e comemorações das conquistas políticas e militares italianas.
A Sociedade também fazia doações à caridade, contribuiu para a construção do Hospital Pompeia e se unia a outras entidades em eventos oficiais, como na fundação da Associação dos Comerciantes em 1901, na recepção oferecida em 24 de fevereiro de 1934 para a diretoria da Festa da Uva na inauguração do evento, com a participação de autoridades civis e representantes de todas as outras associações italianas, e na que homenageou o cônsul italiano em visita a Caxias do Sul em 1936, todos estes eventos que tiveram lugar na sede da Sociedade. O seu salão era ocupado regularmente por festas, recepções e banquetes não diretamente relacionados à Sociedade. Por exemplo, em 1935 ali foram organizados uma homenagem ao prefeito Miguel Muratore oferecido pela Cooperativa Santa Justina, e um baile promovido pelo Grêmio Esportivo Flamengo.
Em 1933 a Sociedade alterou sua denominação para Sociedade Italiana de Mútuo Socorro Príncipe de Nápoles, e a forma atual foi fixada em 1941. Em 1939 contava com quase mil sócios titulares (excluídas suas famílias e dependentes), um patrimônio de mais de 143 contos de réis e uma caixa de pecúlios de mais de 84 contos, estando, conforme atesta a imprensa, em "situação privilegiada e invejável". Dois anos depois já movimentava um capital de mais de 350 contos. Em 1987, na celebração do seu centenário, o vice-cônsul italiano Fúlvio Oliva lembrou sua trajetória e disse que a Sociedade representou "um gesto de amor e liberdade pela Itália e pelo Brasil", e o prefeito Victório Trez ressaltou "os incontáveis benefícios que a Sociedade prestou".
Ao longo dos anos a pequena sede primitiva foi ampliada várias vezes até chegar ao seu estado atual de um edifício de sete andares e seus estatutos também foram sendo reformulados para se adequarem às transformações da Sociedade. Hoje suas atividades se concentram na área da previdência privada. Em 2014 seus ativos superavam os 27 milhões de reais.

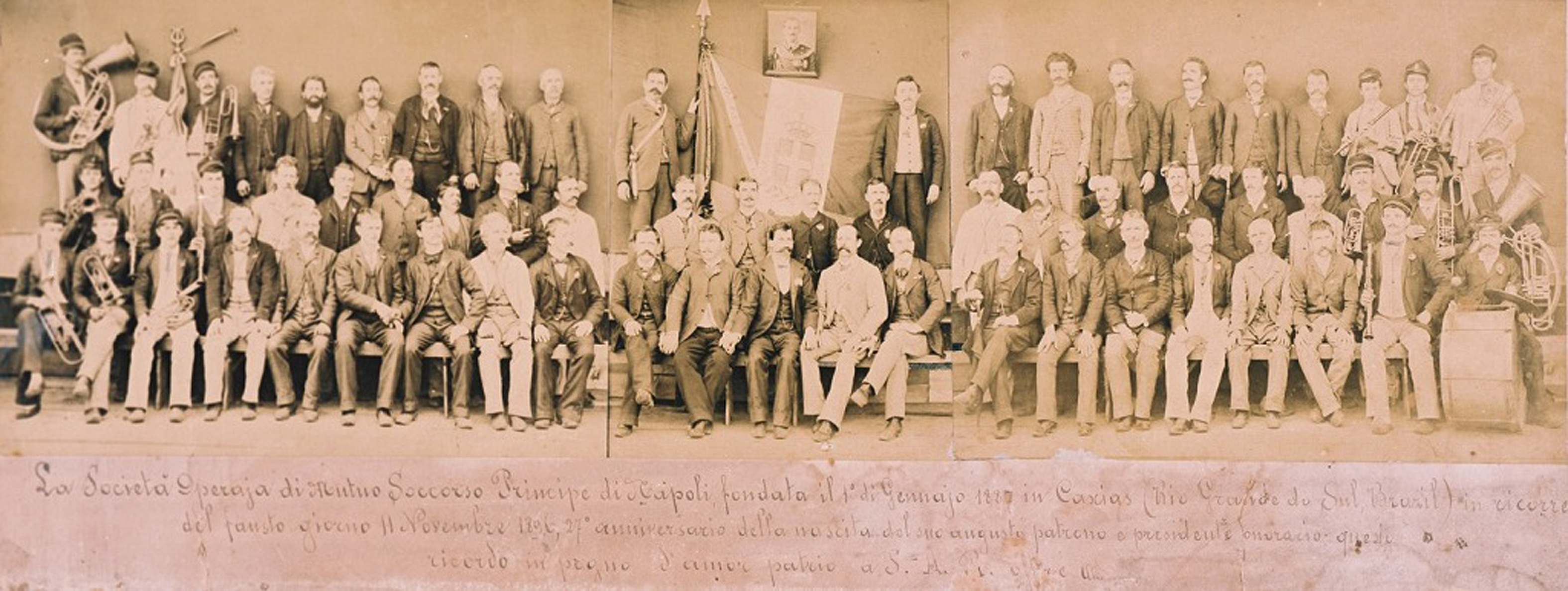
Membros da Sociedade em 11 de novembro de 1896, nas comemorações do 27º aniversário de seu patrono Vítor Emanuel.